# Rosario (Batangas)
Rosario (Tagalog: Bayan ng Rosario) ist eine philippinische Stadtgemeinde in der Provinz Batangas, in der Verwaltungsregion IV, Calabarzon. Sie hat 116.764 Einwohner (Zensus 1. August 2015), die in 48 Barangays lebten. Sie wird als Gemeinde der ersten Einkommensklasse auf den Philippinen und als urbanisiert eingestuft.
Die Topographie der Gemeinde ist gekennzeichnet durch gebirgiges Terrain. Ihre Nachbargemeinden sind San Juan im Osten, Padre Garcia im Norden, Lobo und Taysan im Süden und Ibaan im Westen.

## Baranggays
| - Alupay - Antipolo - Bagong Pook - Balibago - Bayawang - Baybayin - Bulihan - Cahigam - Calantas - Colongan - Itlugan - Lumbangan - Maalas-As - Mabato - Mabunga - Macalamcam A | - Macalamcam B - Malaya - Maligaya - Marilag - Masaya - Matamis (Malinao) - Mavalor - Mayuro - Namuco - Namunga - Natu - Nasi - Palakpak - Pinagsibaan - Barangay A (Pob.) - Barangay B (Pob.) | - Barangay C (Pob.) - Barangay D (Pob.) - Barangay E (Pob.) - Putingkahoy - Quilib - Salao - San Carlos - San Ignacio - San Isidro - San Jose - San Roque - Santa Cruz - Timbugan - Tiquiwan - Leviste (Tubahan) - Tulos |

## Weblink
- Informationen der Philippine Statistics Authority über Rosario